# Bactrocera cheesmanae
Bactrocera cheesmanae
 es una especie de díptero que Perkins describió por primera vez en 1939. Bactrocera cheesmanae pertenece al género Bactrocera de la familia Tephritidae. 